# 钱寿易
钱寿易（1917年—1991年），男，上海人，中国岩体土力学家，曾任中国科学院武汉岩土力学研究所副所长、研究员，中国力学学会理事、岩土力学专业委员会主任。